# Phlebodes buriti
Phlebodes buriti är en fjärilsart som beskrevs av Mielke 1968. Phlebodes buriti ingår i släktet Phlebodes och familjen tjockhuvuden. Inga underarter finns listade i Catalogue of Life.